# Santa María Totolapilla
Santa María Totolapilla es una localidad de Oaxaca, México, dentro del Distrito de Tehuantepec, siendo la cabecera Municipal del municipio Homónimo.

## Historia
- 1825: Santa María Totolapilla pertenece al partido de Pochutla.
- 1826: Se registra como Totolapilla que pertenece al partido de Lachixila (Mijes Altos).
- 1844: Totolapilla es poblado de la parroquia de la Villa de Jalapa, fracción de Tehuantepec, distrito de Tehuantepec.
- 1858: Totolapilla pertenece al distrito de Tehuantepec.
- 1891: Santa María Totolapilla es agencia municipal del distrito de Tehuantepec.

## Tiponomía
Totolapilla es diminutivo de Totolapan por lo que significa "Pequeño Totolapan". Totolapan significa "En el agua de las gallinas" componiéndose de totollin "gallina", atl "agua" y pan "en, sobre".

## Cultura
Los habitantes del municipio de Santa María Totolapilla corresponden a la etnia zapoteca, hablan la lengua zapoteca y además el español (bilingües), lo que facilita la comunicación con otras personas cuando estas salen fuera de su municipio a arreglar algún asunto de índole personal y según el XII Censo de Población y Vivienda 2000, la población de 5 años y más que habla lengua indígena es de 443; población de 5 años y más que habla lengua indígena y no habla español es de 5 y la población de 5 años y más que habla lengua indígena y español es de 423.
En localidad de Santa María Totolapilla, las personas pertenencen a la etnia zapoteca y por consiguiente hablan el “Zapoteco”, el cual tiene sus variantes con respecto al idioma zapoteco que se habla en Tehuantepec y Juchitán; en el caso de los jóvenes actualmente para comunicarse emplean el español; aunque estos sabe y conocen su pronunciación.

## Leyenda
Desde la antigüedad el pueblo de Santa María Totolapilla tuvo su origen en lachixila, donde hoy aparece el templo, un tal ranchero de nombre Juan Pedro recorrió por esta parte del campo y le pareció mejor en el Río Guigovere, allí construyo su rancho cuando la hija del señor bajaba al Río para bañarse y traer agua se le apareció una niña que se ponía a jugar con ella, la hija del señor aviso a su papá, pero su papá no hacía caso, pero de tantas veces que se le apareció a la hija del señor ranchero, entonces el señero pensó que debería de dar parte al pueblo de lachixila al que pertenece para que las autoridades realicen una investigación, una vez investigado se encontró la imagen de la virgen de la asunción, entonces el pueblo pensó de llevar la imagen al templo de lachixila en donde viven, pero la virgen no aceptó en quedarse y volvió a regresar de nuevo al nacimiento de agua, donde apareció la niña del Señor Juan Pedro, viendo que la virgen no se quedaba en Lachixila él decidió de fundar otra población quien ahora es Santa María Totolapilla que significa: TOTOL= GUAJOLOTE APILLA= CANTO DE LOS POLLUELOS, estas aves existieron en el ojo de agua guigovere que significa: GUIGO / RIO / VERE / AVE. Una vez fundada esta población, volvieron a traer la virgen de Asunción que fue encontrado como a 500 metros del ojo de agua, la trajeron con música y en procesión hasta el templo de este lugar desde entonces el pueblo celebra su fiesta el 15 de Agosto. En las piedras donde se encontró la virgen tiene muchas figuras, igual como en las piedras que se encuentran tendidas en el ojo de agua, por todas suman aproximadamente 76 figuras que aparecen como un adorno del lugar pero también nos da un mensaje de la historia de nuestros antepasados de la cultura zapoteca